# Siegfried et Roy
 (mai 2020).
Si vous disposez d'ouvrages ou d'articles de référence ou si vous connaissez des sites web de qualité traitant du thème abordé ici, merci de compléter l'article en donnant les références utiles à sa vérifiabilité et en les liant à la section « Notes et références ».
Siegfried et Roy sont un duo de magiciens-illusionnistes et dompteurs germano-américains. Il est formé par Siegfried Fischbacher, né le 13 juin 1939 à Rosenheim (Haute-Bavière) et mort le 13 janvier 2021 à Las Vegas (Nevada), et Uwe Ludwig Horn, dit Roy Horn, né le 3 octobre 1944 à Nordenham (Basse-Saxe) et mort le 8 mai 2020 à Las Vegas.
Ils ont passé ensemble une grande partie de leurs carrières à Las Vegas. Leurs spectacles étaient essentiellement connus pour les tigres blancs qu'ils y intégraient.

## Historique
Siegfried Tyron Fischbacher est né le 13 juin 1939 à Rosenheim et Uwe Ludwig Horn, dit Roy Horn, le 3 octobre 1944 à Nordenham, en Allemagne, pendant la Seconde Guerre mondiale. Ils émigrent vers les États-Unis et sont naturalisés citoyens américains dans les années 1980.
Ils font connaissance sur le paquebot Bremen (ex-SS Pasteur) qui les emmène aux États-Unis. Siegfried et Roy s'aperçoivent qu'ils ont la même passion pour la magie. Siegfried veut être magicien (illusionniste traditionnel) et Roy veut être dompteur car il aime les animaux exotiques. Ils décident donc de former un duo. Ils se réunissent en 1959 après avoir trouvé du travail. Lorsque Siegfried débute comme magicien, il fait des tours de magie pour quelques passagers, puis il commence à faire ses propres spectacles où Roy lui sert d'assistant. De son côté, Roy s'intéresse de plus en plus aux animaux sauvages.
En 1972, ils reçoivent une récompense pour avoir présenté le meilleur spectacle de l'année. En 1990, Steve Wynn, à l'époque, manager du Mirage, un hôtel-casino de Las Vegas, les engage pour présenter leur spectacle, pour un revenu annuel de 57,5 millions de dollars. En 2001, le duo signe un contrat à vie avec l'hôtel.
Les deux hommes auraient interprété plus de 5 750 spectacles ensemble, la plupart du temps au Mirage.
En 2000, Siegfried et Roy apparaissent dans la liste des 100 plus grandes célébrités. Le duo obtient la 9e plus haute rémunération des États-Unis, juste derrière le producteur et réalisateur Steven Spielberg. Ils gagnent 100 millions de dollars par an grâce à un de leurs plus grands tours de magie, mêlant encore une fois illusion et animaux, où ils font disparaître huit tigres blancs en même temps.
Siegfried et Roy avaient également des animaux à titre personnel, possédant 55 tigres et 16 lions.
Pour leur contribution au monde du spectacle, Siegfried et Roy ont obtenu une étoile sur la célèbre avenue hollywoodienne (Hollywood Walk of Fame) au 7060 Hollywood Boulevard.
Les représentations de leur spectacle ont été brutalement interrompues le 3 octobre 2003, après l'accident de Roy, attaqué violemment par un de leurs tigres blancs.

## L'accident de Roy
Le 3 octobre 2003 (jour de l'anniversaire de Roy), lors d'une représentation sur la scène du Mirage, Montecore, un tigre mâle de sept ans, attrape Roy à l'épaule, puis au cou. Les spectateurs ne se doutent de rien et pensent que le spectacle se déroule normalement. Mais le tigre ne lâche pas Roy et le traîne même jusqu'aux coulisses. Gravement blessé et ayant perdu beaucoup de sang, il est conduit à l'hôpital et s'inquiète du sort réservé à Montecore, demandant qu'il ne lui soit fait aucun mal. Il doit subir une craniectomie afin de réduire la pression dans sa boîte crânienne et entame une longue rééducation.
Selon le conseiller financier de Las Vegas, le Mirage aurait perdu 45 millions de dollars non seulement avec la vente des billets pour le spectacle de Siegfried et Roy mais aussi en ventes de nourriture, de boissons, de chambres d'hôtel et des gains du casino car le spectacle de Siegfried et Roy rapportait énormément de clients à l'hôtel.
Un porte-parole du groupe MGM Mirage déclara que la perte du spectacle de Siegfried et Roy était une catastrophe financière pour le Mirage car ce spectacle était pratiquement « la vitrine de l'hôtel » et que trouver une nouvelle identité au Mirage serait particulièrement difficile.

## Siegfried & Roy's Secret Garden and Dolphin Habitat
Bien que leur show ait été annulé après l'accident qui a failli coûter la vie à Roy, le Mirage a gardé en hommage l'attraction Siegfried & Roy's Secret Garden and Dolphin Habitat qui attire chaque année des milliers de visiteurs qui profitent de l'occasion pour se faire prendre en photo devant la statue des deux stars. Et bien que le Mirage ait introduit de nouveaux show comme Love du Cirque du Soleil et agrandi son célèbre volcan, le Mirage de l’époque Siegfried et Roy n'est plus.

## Keep Memory Alive
En 2009, Siegfried et Roy annoncent leur retour pour un spectacle ultime d'adieu lors de la soirée de charité « Keep Memory Alive » du 28 février 2009.
Le spectacle, suivi d'une vente aux enchères pour le Lou Ruvo Brain Institute (centre pour les maladies mentales), a attiré de nombreuses célébrités et des personnes connues telles que Hilary Duff et Teri Hatcher.
Le prix des tables pour assister à cette dernière représentation du duo oscillait entre 15 000 $ et 75 000 $.
Le duo met fin officiellement à sa carrière le 23 avril 2010.
Roy meurt le 8 mai 2020 à Las Vegas des suites de complications liées au Covid-19.
Siegfried meurt le 13 janvier 2021 à Las Vegas des suites d'un cancer du pancréas, huit mois après Roy.

## Le Roi de Las Vegas
Siegfried et Roy sont les personnages secondaires d'une série d'animation diffusée aux États-Unis et au Canada nommée Le Roi de Las Vegas.
Cette série raconte l'histoire de Larry le lion blanc, personnage principal du spectacle du duo d'illusionnistes.
Siegfried et Roy tiennent un rôle caricatural dans cette série.

## Apparitions dans les médias

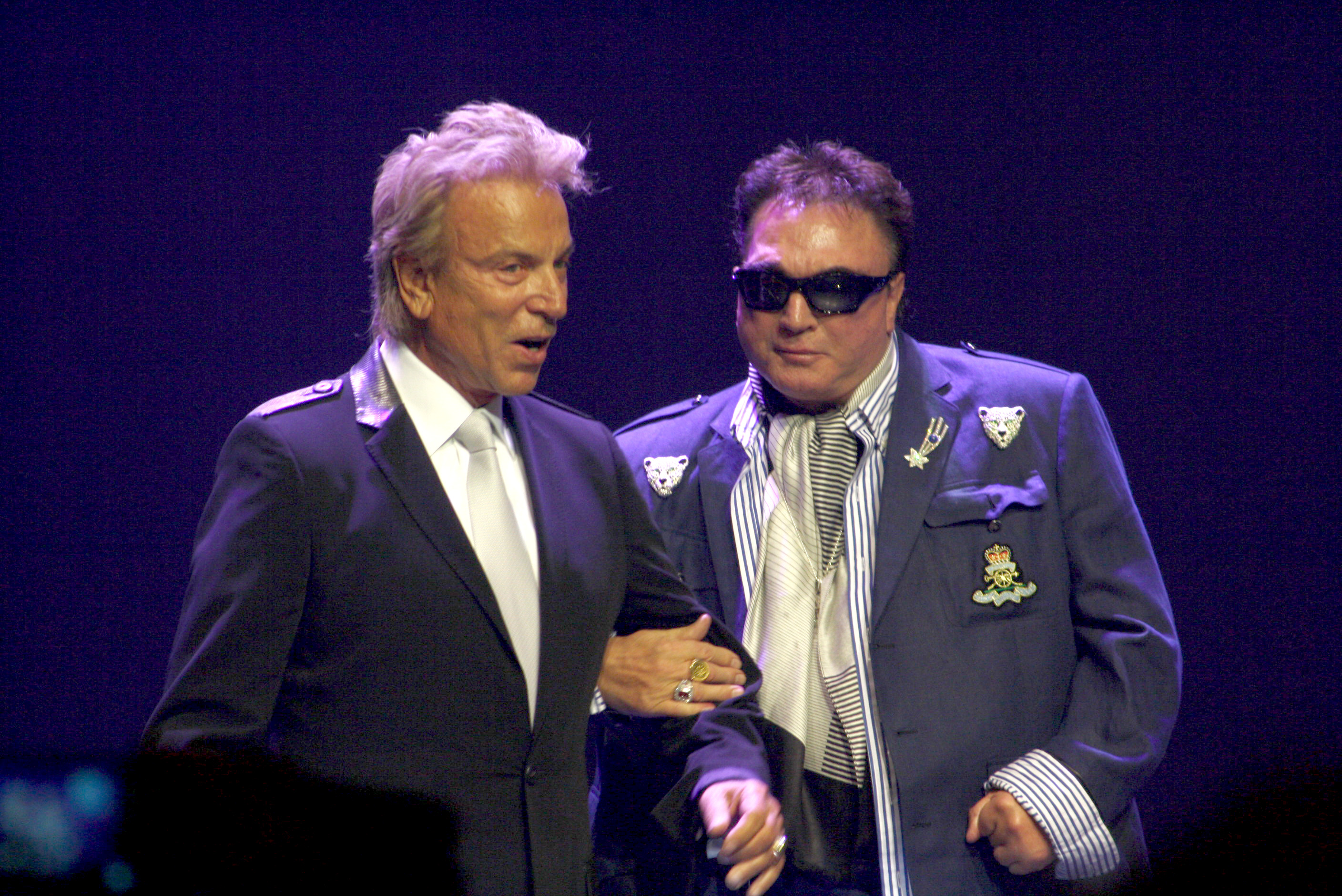
Siegfried et Roy en 2012

Siegfried et Roy apparaissent dans Les Simpson de Matt Groening, dans les épisodes L'Enfer du jeu (saison 5), Mère hindoue, fils indigne (saison 9) et Fiesta à Las Vegas (saison 10). Le tigre de Sibérie qui les accompagne est une femelle nommée Anastasia.
Ils apparaissent également dans le film Vegas Vacation (1997). La famille Griswold assiste à leur spectacle à l'hôtel Mirage, et le père est même convié à monter sur scène pour participer à un tour de magie.
On peut aussi les voir fugitivement (à 53 minutes) dans le film Casino de Martin Scorsese sorti fin 1995.
Michael Jackson, qui fut un grand admirateur des deux magiciens, leur a écrit et offert une chanson intitulée Mind Is the magic qui fut diffusée lors de certains de leurs spectacles à Las Vegas.
Ils ont fait une première apparition à la télévision française en 1984, lors de l'émission La Chasse aux trésors animée par Philippe de Dieuleveult qui se déroulait à Las Végas et fut diffusée le 23 septembre 1984. Puis, ils se sont fait connaître en France en 1986, où ils étaient les invités d'honneur de l'émission Champs-Élysées présentée par Michel Drucker.
Dans My Little Pony : Les amies, c'est magique, saison 6, épisode 20: Viva Las Pegasus (Viva Las Pegase en français) deux poneys magiciens inspirés de Siegfried & Roy apparaissent, et se disputent à propos d'un numéro autour des animaux.
Dans Les Infidèles, film à sketch de 2012, Jean Dujardin et Gilles Lellouche parodient Siegfried et Roy dans la scène finale d'un des sketchs.